# Ruslan Albegov
Ruslan Vladimirovič Albegov (in russo Руслан Владимирович Албегов?; Vladikavkaz, 26 gennaio 1988) è un sollevatore russo.

## Palmarès

### Olimpiadi
- 1 medaglia:
  - 1 bronzo (Londra 2012 nei +105 kg)

### Mondiali
- 2 medaglie:
  - 2 ori (Breslavia 2013 nei +105 kg; Almaty 2014 nei +105 kg)

### Europei
- 2 medaglie:
  - 2 ori (Antalya 2012 nei +105 kg; Tirana 2013 nei +105 kg)

### Universiadi
- 1 medaglia:
  - 1 oro (Kazan 2013 nei +105 kg)